# Don Smith
Don Smith, egentligen Donald Taylor Smith, född 2 augusti 1909 i Port Colborne, Ontario, Kanada, var en kanadensisk författare som främst skrev detektiv-, agent- och spionromaner.
Smith debuterade 1952 med romanen Out of the Sea. 
1968 skapades affärsmannen Phil Sherman, som då var i övre fyrtioårsåldern och sysslade med import och export av datorer. Det dröjde till den fjortonde boken, Death Stalk in Spain, innan karaktären blev heltidsanställd av CIA. Sammanlagt skrev Smith 21 romaner om Phil Sherman. De 17 inledande böckerna översattes till svenska och utgavs i Agentserien och Hemligt Uppdrag av B. Wahlströms Bokförlag.
1969 inleddes en serie med fyra romaner om f d CIA-agenten och nuvarande detektiven Tim Parnell. Alla böckerna utgavs i Manhattan, Kometdeckaren och Agentserien av B. Wahlströms Bokförlag.